# 2017-es szerbiai elnökválasztás

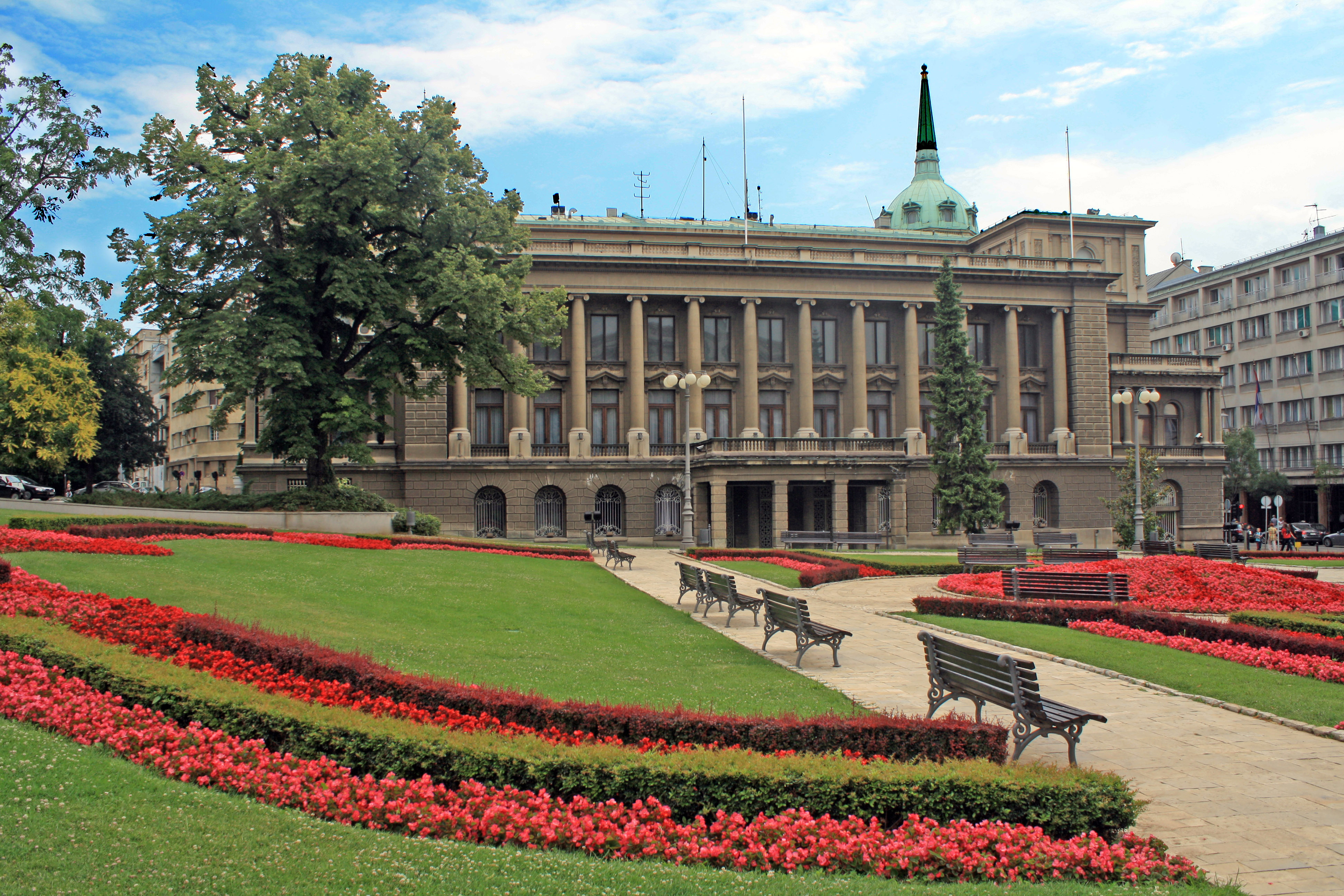
A belgrádi „Novi Dvor” épülete, a szerbiai köztársasági elnöki palota

2017. április 2-án Szerbiában elnökválasztást tartottak.

## Előzmények
A választás előtt kérdéses volt, hogy a kormánykoalíció legnagyobb ereje, a Szerb Haladó Párt (SZHP) kit jelöl államfőnek: a népszerű és nagy esélyesnek számító Alekszandar Vucsics kormányfőt vagy a 65 éves, szintén SZHP-s Tomiszlav Nikolics hivatalban lévő államfőt.  A kisebbik koalíciós párt, a Szerbiai Szocialista Párt  (SZSZP) vezetője, Ivica Dacsics úgy nyilatkozott, hogy ha nem Vucsics lesz az SZHP jelöltje, akkor önállóan állítanak jelöltet. 2017. február 14-én azután Vucsicsot nevezték meg mint az SZHP jelöltjét. Nikolics pár napig még lebegtette újraindulási szándékát, de azután megegyezett Vucsiccsal abban, hogy visszavonul.
Az is kérdéses volt, hogy lesznek-e előrehozott parlamenti választások az elnökválasztással egyidőben, de végül Vucsics úgy döntött, hogy nem lesznek.
Maja Gojkovics, a szerbiai parlament elnöke 2017. március 2-án írta ki a választást, a hivatalos kampányidőszak így a törvény szerinti lehető legrövidebb lett, amivel a bírálók szerint a kormány az ellenzék közmédiában való megjelenését igyekszik korlátozni.

## Választási rendszer
Pártok részéről a jelölt állításához 10 000 aláírás összegyűjtése szükséges tíz nap alatt. Az első fordulóban az nyer, aki legalább a szavazatok 50%-a plusz 1 szavazatot kap. Ha ilyen nincs, akkor 15 napon belül második fordulót tartanak, ahová a két legjobban szereplő első fordulós jelölt jut tovább. A második fordulóban az a jelölt nyer, aki több szavazatot kap.
Az államfői megbízatás 5 évre szól. A választások lebonyolítását a Köztársasági Választási Bizottság (RIK) intézi.
A jelöltek kampánycélokra fejenként kb. 29 millió dinárt (kb. 73 millió forint) kapnak az államtól, amit vissza kell fizetniük, ha nem érik el az 1%-ot. A második fordulóba továbbjutó két jelölt további kb. 1,3 millió eurót kap.
A 18 évesnél idősebb választópolgárok Szerbiában 8253, Koszovóban 90, külföldön pedig 53 helyen adhatják le a voksaikat.

## Jelöltek
A szavazólapon szereplő sorrendben:
|     | Kép                           | Név                           | Életkor | Párt                            | Támogatók | Megjegyzés |
| --- | ----------------------------- | ----------------------------- | ------- | ------------------------------- | --- | --- |
| 1.  | Szasa Jankovics               | Szasa Jankovics               | 47      | független                       | Demokrata Párt, Új Párt, Magyar Mozgalom, Vajdasági Magyarok Demokratikus Közössége, Magyar Polgári szövetség | 2007–2017 között ombudsman                                                                                         |
| 2.  | Vuk Jeremics                  | Vuk Jeremics                  | 41      | független                       | | 2007–2012 között külügyminiszter                                                                                   |
| 3.  | Miroszlav Parovics            | Miroszlav Parovics            | 32      | Népi Szabadság Mozgalom         | Népi Szabadság Mozgalom | pártelnök |
| 4.  | Szasa Radulovics              | Szasa Radulovics              | 51      | Elég Volt Mozgalom              | Elég Volt Mozgalom | pártelnök |
| 5.  | Ljubisa Preletacsevics „Beli” | Ljubisa Preletacsevics „Beli” | 25      | független                       | Még Nem Kóstoltad A Szármát | Luka Makszimovics, egy mladenováci viccpárt vezetője                                                               |
| 6.  | Alekszandar Vucsics           | Alekszandar Vucsics           | 47      | Szerb Haladó Párt               | Szerb Haladó Párt, Szerbiai Szocialista Párt, Szerbiai Szociáldemokrata Párt, Egységes Szerbia, Szerbiai Nyugdíjasok Pártja, Szocialisták Mozgalma, Szerb Megújhodási Mozgalom, Szerbia Ereje Mozgalom, Szerbiai Zöldek, Független Szerbiai Demokrata Párt, Vajdasági Magyar Szövetség | kormányfő, az SZHP elnöke                                                                                          |
| 7.  | Bosko Obradovics              | Bosko Obradovics              | 40      | Oltárajtó Mozgalom (Dveri)      | Oltárajtó Mozgalom | pártelnök |
| 8.  | Vojiszlav Seselj              | Vojiszlav Seselj              | 62      | Szerb Radikális Párt            | Szerb Radikális Párt | pártelnök |
| 9.  | Alekszandar Popovics          | Alekszandar Popovics          | 45      | Szerbiai Demokrata Párt         | Szerbiai Demokrata Párt | pártja alelnöke, 2004-2007 között tudományos és környezetvédelmi miniszter, 2007-2008 között energetikai miniszter |
| 10. | Miroszlav Parovics            | Milan Sztamatovics            | 56      | független                       | | 2004 óta Csajetina polgármestere                                                                                   |
| 11. | Nenad Csanak                  | Nenad Csanak                  | 57      | Vajdasági Szociáldemokrata Liga | Vajdasági Szociáldemokrata Liga | pártelnök, 2000–2004 között a vajdasági tartományi parlament elnöke                                                |

## Közvélemény-kutatások
A várható szavazati arányok és a részvétel százalékban:
| Dátum                | Cég                         | Jelöltek  | Jelöltek         | Jelöltek    | Jelöltek | Jelöltek   | Jelöltek     | Jelöltek     | Jelöltek | Jelöltek       | Jelöltek   | Jelöltek   | Rész- vétel |
| Dátum                | Cég                         | Vu- csics | Preleta- csevics | Janko- vics | Seselj   | Jere- mics | Obra- dovics | Radu- lovics | Csa- nak | Sztama- tovics | Popo- vics | Paro- vics | Rész- vétel |
| -------------------- | --------------------------- | --------- | ---------------- | ----------- | -------- | ---------- | ------------ | ------------ | -------- | -------------- | ---------- | ---------- | ----------- |
| 2016. augusztus      | Új Szerb Politikai Gondolat | 31,9      | N/A              | N/A         | N/A      | 14,3       | N/A          | N/A          | N/A      | N/A            | N/A        | N/A        | N/A         |
| 2016. december 7–8.  | Ipsos                       | 53        | N/A              | 9           | 16       | 20         | N/A          | N/A          | 8        | N/A            | N/A        | N/A        | N/A         |
| 2017. február        | Faktor Plus                 | 55,2      | N/A              | N/A         | 12       | 12         | N/A          | N/A          | N/A      | N/A            | N/A        | N/A        | N/A         |
| 2017. március eleje  | Faktor Plus                 | 53,3      | N/A              | 14,5        | 11       | 11,1       | 3,9          | 2,4          | 2>       | 2              | N/A        | N/A        | 56          |
| 2017. március eleje  | Demostat                    | 57        | 3                | 11          | 8        | 9          | 3            | N/A          | N/A      | N/A            | N/A        | N/A        | 56          |
| 2017. március közepe | Ipsos                       | 53        | 11               | 10,6        | 8,7      | 6,9        | 3,5          | 1,7          | 1,7      | 1,5            | 1,1        | 0,3        | N/A         |
| 2017. március közepe | Ipsos                       | 50<       | 11               | 12          | 7        | 7          | N/A          | N/A          | N/A      | N/A            | N/A        | N/A        | 57          |
| 2017. március közepe | Faktor Plus                 | 53,3      | 7,5              | 15,1        | 5,5      | 8,6        | 3>           | 3>           | 3>       | 3>             | 3>         | 3>         | N/A         |
| 2017. március 21–27. | Demostat                    | 56,2      | 9,5              | 8,9         | 8,8      | 9,3        | N/A          | N/A          | N/A      | N/A            | N/A        | N/A        | 57          |
| 2017. március 28–30. | Ipsos                       | 54,3      | 9,5              | 12,8        | 6,8      | 6,8        | 3,2          | 1,8          | 1,1      | N/A            | N/A        | N/A        | 58,3        |

## Eredmények

A 2017-es szerbiai elnökválasztás eredménye községenként

|                                                         |                                                         | Száma                      | Aránya (%)             |
| ------------------------------------------------------- | ------------------------------------------------------- | -------------------------- | ---------------------- |
| Választásra jogosultak                                  | Választásra jogosultak                                  | 6 724 949                  | 100                    |
| Leadott szavazatok - ebből érvényes - ebből érvénytelen | Leadott szavazatok - ebből érvényes - ebből érvénytelen | 3 654 014 3 593 636 60 378 | 54,34 (100) 98,35 1,65 |
|                                                         | Jelölt                                                  | Szavazat                   | Százalék               |
| 1.                                                      | Alekszandar Vucsics                                     | 2 012 788                  | 56,01                  |
| 2.                                                      | Szasa Jankovics                                         | 597 728                    | 16,63                  |
| 3.                                                      | Ljubisa Preletacsevics „Beli”                           | 344 498                    | 9,59                   |
| 4.                                                      | Vuk Jeremics                                            | 206 676                    | 5,75                   |
| 5.                                                      | Vojiszlav Seselj                                        | 163 802                    | 4,56                   |
| 6.                                                      | Bosko Obradovics                                        | 83 523                     | 2,32                   |
| 7.                                                      | Szasa Radulovics                                        | 51 651                     | 1,44                   |
| 8.                                                      | Milan Sztamatovics                                      | 42 193                     | 1,17                   |
| 9.                                                      | Nenad Csanak                                            | 41 070                     | 1,14                   |
| 10.                                                     | Alekszandar Popovics                                    | 38 167                     | 1,06                   |
| 11.                                                     | Miroszlav Parovics                                      | 11 540                     | 0,32                   |
| Összesen                                                | Összesen                                                | 3 593 636                  | 100                    |

## Politikai következmények
Az elnökválasztást Alekszandar Vucsics kormányfő nyerte fölényesen, már az első fordulóban megkapta a szavazatok több mint 50%-át. Bejelentette: az ország tovább akar haladni az európai integráció útján, ugyanakkor fenntartani a jó viszonyt Oroszországgal, és folytatni akarja a megkezdett reformokat is.
Szasa Jankovics bejelentette, hogy saját politikai mozgalmat alapít.
Meglepetést és az ellenzék soraiban zavart okozott a politikában teljesen új szereplőként és komolyabb háttér nélkül megjelent Preletacsevics „Beli” váratlanul jó eredménye.
A választás legnagyobb vesztese Vuk Jeremics lett, akinek gyenge eredménye akár politikai karrierje végét is jelentheti. A vártnál gyengébben szerepelt Vojiszlav Seselj is.
A választás után  több napos tüntetések kezdődtek a fővárosban, Újvidéken, Nisben és más nagyvárosokban, majd kiterjedtek az ország 23 városára. Az elnökválasztás eredményeivel elégedetlen, főleg fiatalokból, egyetemistákból állót dühös csoportok azt követelték, hogy mondjon le Maja Gojkovics, a parlament SZHP-s elnöke, mert állításuk szerint lebénította a parlament munkáját, távozzon Dragan Bujosevics, a Szerbiai Rádió és Televízió (RTS) közmédia igazgatója valamint a tájékoztató műsorok felelős szerkesztője, mivel szerintük a kormány irányába elfogultan tudósítottak, és váltsák le a RIK és az Elektronikus Műsorsugárzókat Szabályozó Testület (REM) tagságát. Emellett a belgrádi tüntetések szervezői azt is követelték, hogy vizsgálják felül a választói névjegyzéket, hogy ne lehessen vele manipulálni. Megdobálták tojással a parlament és a kormány épületét. Ljubisa Preletacsevics „Beli” elhárította, hogy a „Tiltakozás a diktatúra ellen” nevű demonstráció élére álljon.

## Érdekességek
- A választás megrendezése 1,1 milliárd dinárba (2,7 milliárd forint) került.[24]
- 2017. április 11-én 8 szavazóhelyen, Nagybecskereken, Palánkán, Kraljevóban, Pancsován, Versecen, Verbászon, Topolán és Belgrád Zvezdara városrészében szabálytalanságok miatt meg kellett ismételni a szavazást.[25] A megismételt választás összesen 9850 szavazót érintett. 2017. április 17-én Leszkovácon, Újvidéken és Trsztenikben kellett egy-egy választóhelyen megismételni a voksolást.[26]

## Külső hivatkozások
- Köztársasági Választási Bizottság (szerbül és angolul)
- Gyilkosok, NATO-bérencek, háborús uszítók – dübörög a kampány a Vajdaságban Archiválva 2017. március 30-i dátummal a Wayback Machine-ben – Magyar Nemzet, 2017. március 30.
- Leszerepeltek a rendszerváltók Szerbiában Archiválva 2017. április 4-i dátummal a Wayback Machine-ben – Magyar Nemzet, 2017. április 3.
- Nem szűnt meg a feszültség a szerb elnökválasztás ügyében – Kitekintő.hu, 2017. április 9.